# 13220 Kashiwagura
13220 Kashiwagura eller 1997 NG3 är en asteroid i huvudbältet som upptäcktes den 1 juli 1997 av den japanske amatörastronomen Tomimaru Okuni vid Nanyō-observatoriet. Den är uppkallad efter amatörastronomen Mitsuru Kashiwagura.
Asteroiden har en diameter på ungefär 12 kilometer och den tillhör asteroidgruppen Eos.